# Craterocapsa montana
Craterocapsa montana är en klockväxtart som först beskrevs av A.Dc., och fick sitt nu gällande namn av Olive Mary Hilliard och Brian Laurence Burtt. Craterocapsa montana ingår i släktet Craterocapsa, och familjen klockväxter. Inga underarter finns listade i Catalogue of Life.